# Válečkové ložisko

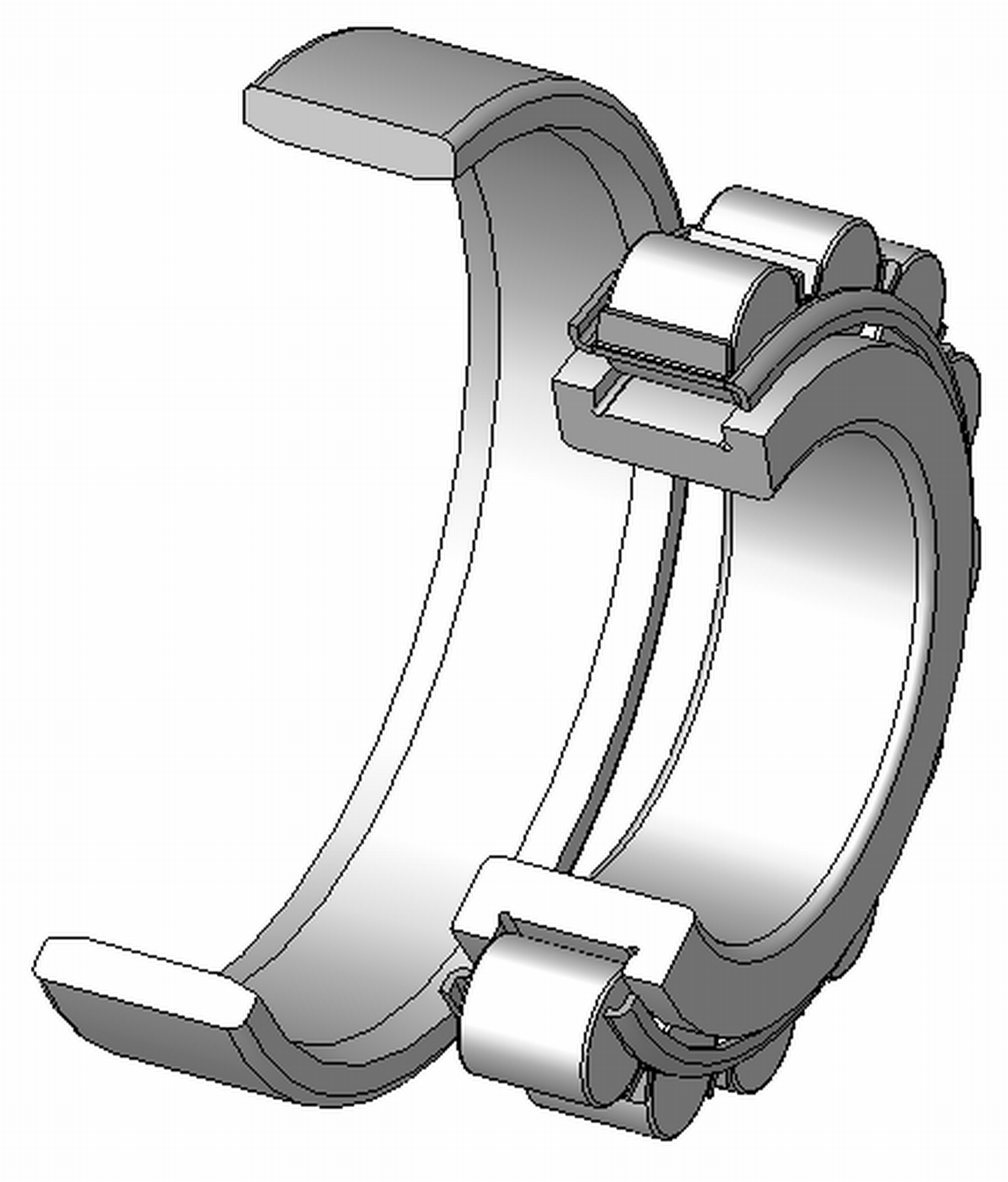
Válečkové ložisko typ N

Válečkové ložisko je rozšířený druh valivého ložiska. Primárně se používá pouze pro přenos radiálních sil.

Válečkové ložisko se skládá z:
- Vnitřního kroužku, který se zpravidla nasazuje na hřídel.
- Válečků  – valivých elementů.
- Klece, jejímž úkolem je držet válečky od sebe a zabránit jejich vzájemnému tření. Klec může být různého provedení, vyskytují se i plastikové.
- Vnějšího kroužku, který se zpravidla vsouvá do skříně převodovky.

## Výhody válečkových ložisek
- Schopnost přenášet veliké radiální síly.
- Montáž do převodovky nevyžaduje speciální postup.

## Nevýhody válečkových ložisek
- Nemůže přenášet axiální síly, nebo je takový přenos problematický.
- Relativně vysoká cena ve srovnání s kuličkovým ložiskem.
- Neexistence utěsněných válečkových ložisek.

## Druhy válečkových ložisek
Válečková ložiska se rozlišují podle toho, jakým způsobem je zabráněno válečkům se pohybovat v axiálním směru:

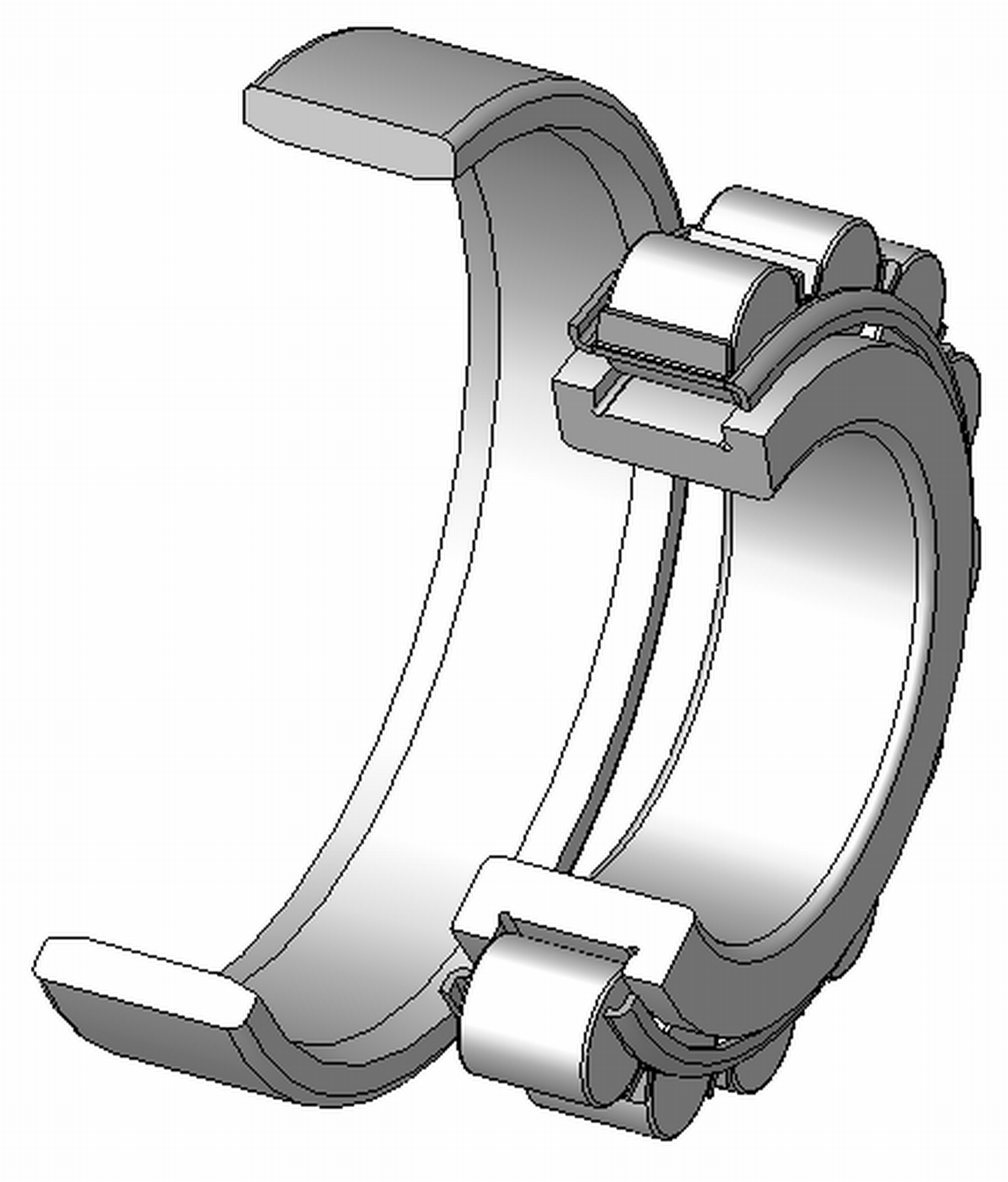
Typ N
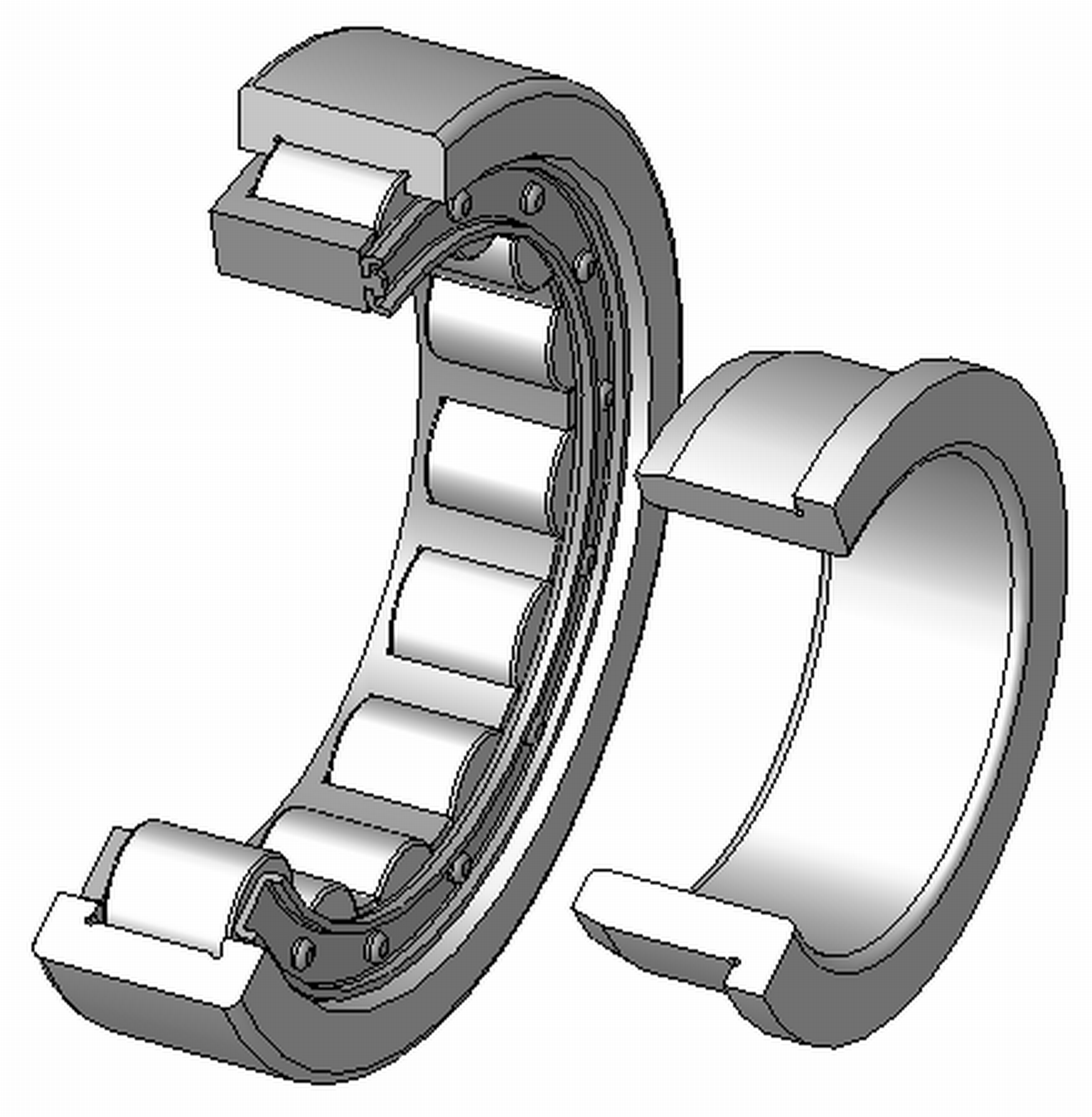
Typ NJ
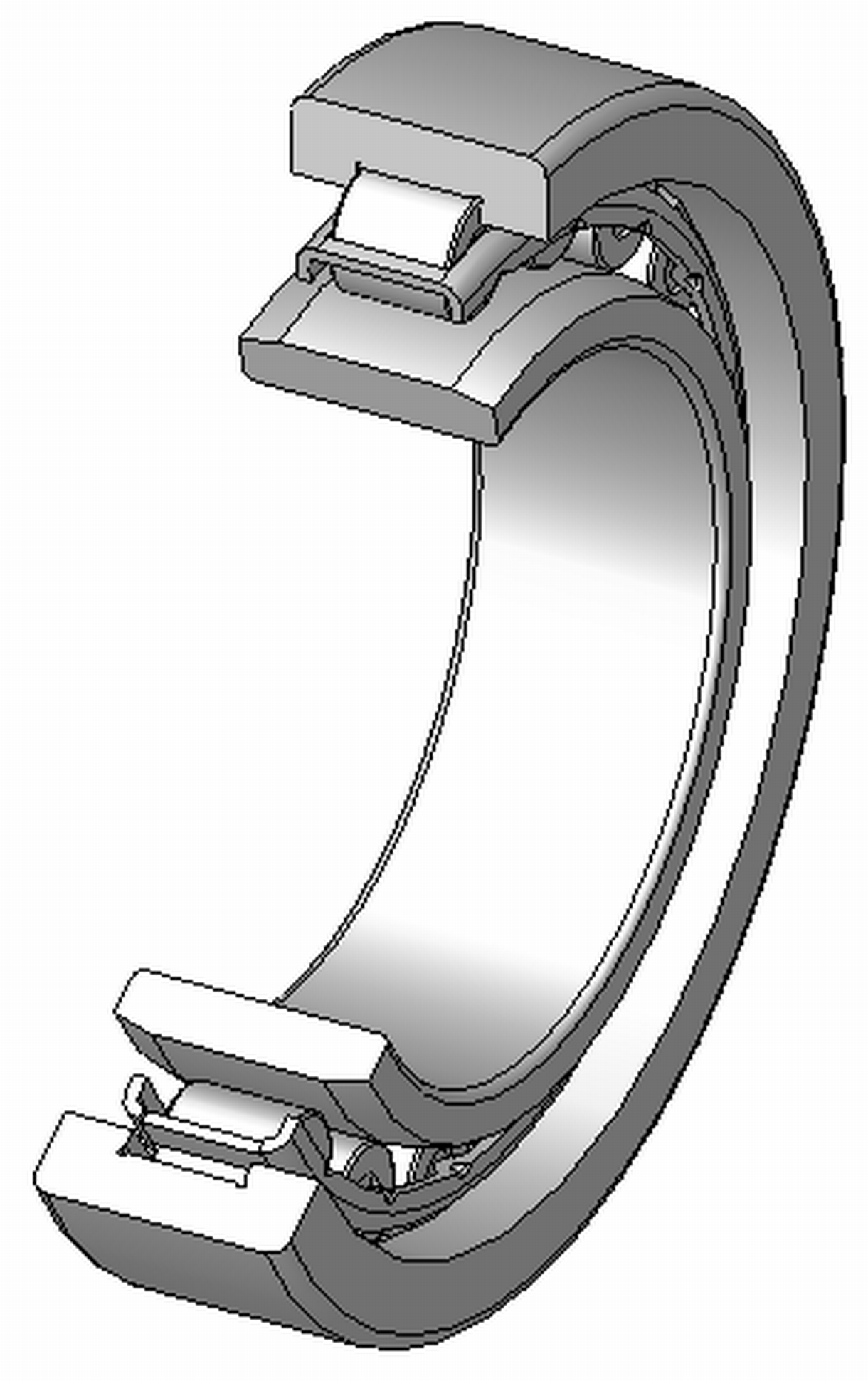
Typ NU
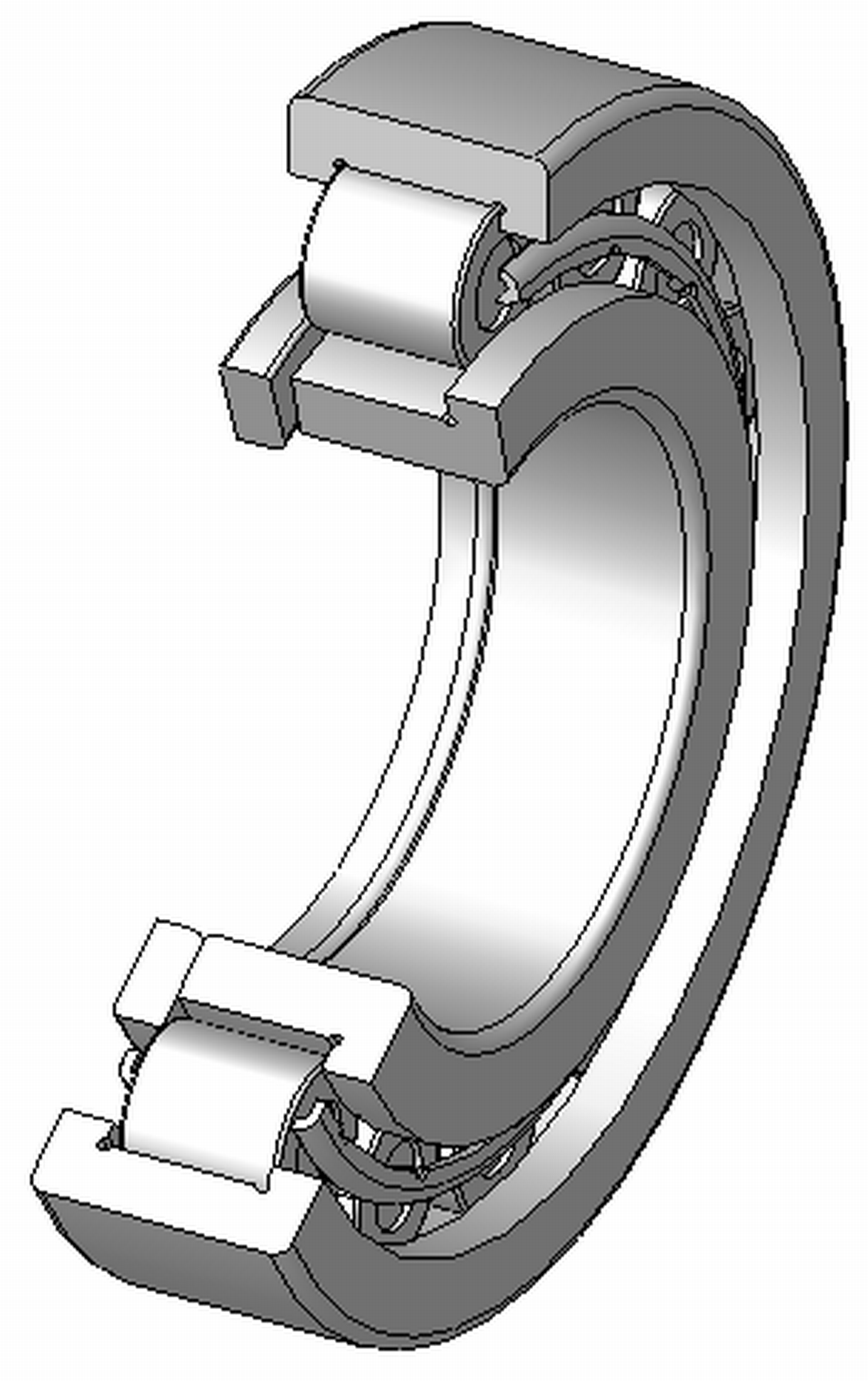
Typ NUP

## Axiální válečkové ložisko

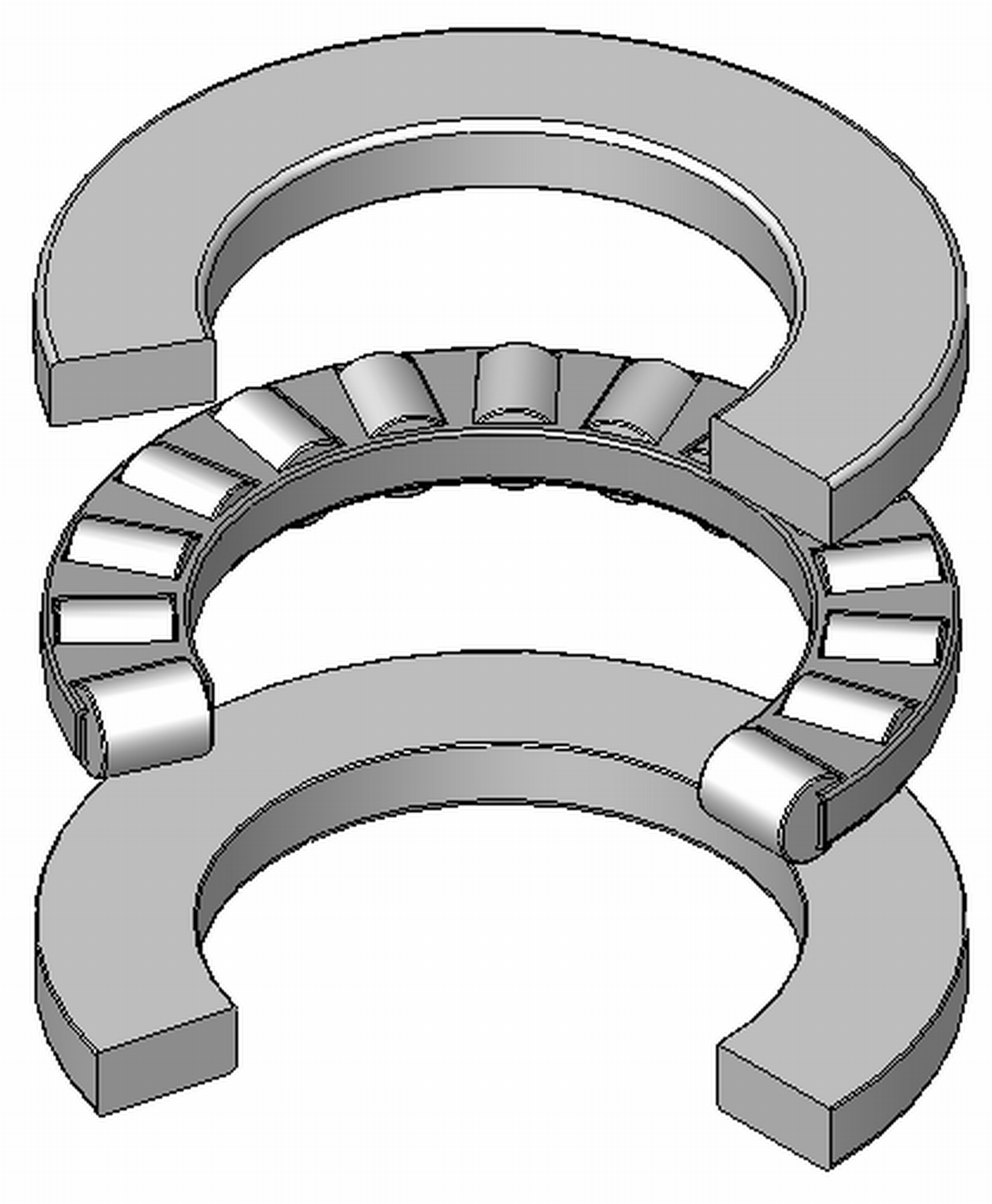
Axiální válečkové ložisko

Axiální válečkové ložisko je zvláštní, zcela odlišný, druh válečkového ložiska, jehož úkolem je přenášet axiální síly. V praxi se vyskytuje spíše vzácně.

## Mazání válečkových ložisek
Jako všechna valivá ložiska, pro jejich provoz je nutné je mazat. V převodovkách se toto provádí olejem.

## Životnost ložisek
Životnost každého ložiska je omezená. Je úkolem konstruktéra vybrat takové ložisko, které vydrží požadovanou zátěž po požadovanou dobu životnosti zařízení.
Ložisko na konci své životnosti se často prozrazuje hučením.